# Бата (барабани)
Вижте пояснителната страница за други значения на Бата.
Бата́ барабаните (batá drums) са музикални перкусионни инструменти от групата на мембранофонните. Специфични са за музиката на нигерийската етническа общност йоруба. Привнесени са и в музиката на Куба, Пуерто Рико и САЩ.
Имат корпус с формата на пресечен конус и кожи от двете страни. Използват се основно за религиозни ритуали. Бата́ барабаните биват три размера: оконколо (okónkolo, най-малък), итолеле (itótele, среден), ия (iyá, най-голям).